# Wayne Perkins
David Wayne Perkins (Birmingham, Alabama, 1951) es un músico de sesión estadounidense.

## Carrera
A los 15 años, Perkins tocó su primer concierto como músico de sesión en el estudio Prestige Recording de Bob Grove en Birmingham. A los 16 años dejó la escuela y comenzó a actuar en bandas locales, publicando sencillos con una banda llamada The Vikings.
En 1968, el baterista Jasper Guarino ayudó a Perkins a conseguir un trabajo estable como guitarrista de sesión en un estudio propiedad de Quin Ivy llamado "Quinvy" en Muscle Shoals. Perkins ganaba cien dólares a la semana por este trabajo y pudo trabajar con nombres como David Porter, Dave Crawford, Brad Shapiro, Dee Dee Warwick, Ronnie Milsap, Joe Cocker, Leon Russell, Jimmy Cliff, Jim Capaldi, Steve Winwood y Marlin Greene. Perkins también aportó grabaciones de guitarra principal el álbum de Bob Marley and The Wailers Catch a Fire. Más adelante realizó colaboraciones con bandas y artistas como Free, Uriah Heep, Robert Palmer y Lonnie Mack, entre muchos otros.
Eric Clapton, amigo personal del guitarrista, se encargó de conseguirle a Perkins una audición para The Rolling Stones. Como resultado, Perkins fue contratado para grabar la guitarra principal en algunas canciones del disco Black and Blue de 1976. Se le acreditó como guitarrista líder en las canciones "Hand of Fate", "Memory Motel" y "Fool to Cry".